# Seneleleni Ndwandwe
Seneleleni Ndwandwe (nota anche come Seneleleni Nxumalo; ... – 1980) è stata Ndlovukati durante il regno di Sobhuza II. Era sorella e co-moglie del suo predecessore, la Ndlovukati Zihlathi Ndwandwe. Seneleleni divenne Ndlovukati nel 1975 e rimase in carica fino alla sua morte nel 1980. Dopo la sua morte il titolo di Ndlovukati rimase vacante fino al 1982, anno in cui Dzeliwe, a seguito della morte di Sobhuza II, venne incoronata come nuova Ndlovukati e regina reggente dello Swaziland.